# Orthostigma pusillum
Orthostigma pusillum är en stekelart som först beskrevs av Zetterstedt 1838.  Orthostigma pusillum ingår i släktet Orthostigma och familjen bracksteklar. Inga underarter finns listade i Catalogue of Life.